# Distretto metropolitano di Caracas

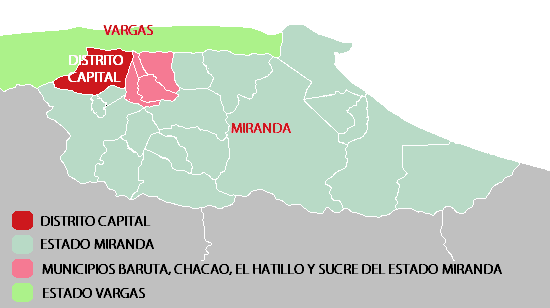
Il distretto metropolitano di Caracas (in rosso il Distretto Capitale, in rosa i quattro comuni dello stato di Miranda)

Il distretto metropolitano di Caracas è un ente amministrativo venezuelano sovracomunale ed interstatale nato per dare una gestione coordinata all'area metropolitana della capitale Caracas.
Il distretto, attivato nel 2000, comprende cinque comuni di due stati: Libertador del Distretto Capitale e Chacao, Baruta, El Hatillo e Sucre dello stato di Miranda.
I cinque comuni hanno una superficie complessiva di 777 km² e una popolazione, al censimento del 2011 di 2.904.376 abitanti.

## Amministrazione
A capo dell'amministrazione c'è il sindaco metropolitano (Alcalde Metropolitano de Caracas o Alcalde Mayor), eletto ogni quattro anni, con funzioni principalmente di supervisione e coordinamento delle amministrazioni comunali interessate.
Dal 2000 si sono succeduti i seguenti sindaci metropolitani:
- Alfredo Peña (Movimento Quinta Repubblica), dal 2000 al 2004
- Juan Barreto (Movimento Quinta Repubblica), dal 2004 al 2008
- Antonio Ledezma (Alianza Bravo Pueblo), dal 2008 al 2012

Il potere esecutivo è esercitato dal Capitolo Metropolitano di Caracas (Cabildo Metropolitano de Caracas) che è il principale organo di governo di questo ente, formato da 13 membri chiamati "consiglieri" (concejales) eletti in forma mista e in maniera da rappresentare tutti i comuni del Distretto. Questo Capitolo non ha potere legislativo, come avviene per organismi analoghi degli stati o entità di pari livello, ma ha solo funzione di coordinamento.

## Area metropolitana
Questo organismo, che pure ha l'obiettivo di gestire l'agglomerato urbano che fa capo alla capitale venezuelana, copre un territorio che però non è universalmente riconosciuto come coincidente con l'effettiva area metropolitana di Caracas.
Si parla spesso infatti di Gran Caracas, includendo nell'area metropolitana, con accezione più ampia di quella del Distretto, anche le località di Guarenas, Guatire, Los Teques, Carrizal, San Antonio de Los Altos, Charallave e Cúa dello stato di Miranda nonché le località di Catia La Mar, Maiquetía, La Guaira, Macuto, Caraballeda, Naiguatá e Carayaca dello stato di Vargas. Con questa estensione si raggiunge una popolazione complessiva di più di 5 milioni di abitanti.
A sostegno di chi considera l'area metropolitana di Caracas non sufficientemente rappresentata dal Distretto Metropolitano, vi sono, tra le altre ragioni: la presenza di una linea di metropolitana che già collega Caracas alla città di Los Teques e che tra pochi anni raggiungerà anche Carrizal e San Antonio de Los Altos, e la circostanza che la società dei telefoni CANTV, già dal 1998 ha dato un unico prefisso a tutta la zona conosciuta come Gran Caracas e sopra descritta.